# Schoonspringen op de Olympische Jeugdzomerspelen 2010 – 10 metertoren jongens
Schoonspringen is een van de sporten die beoefend worden tijdens de Olympische Jeugdzomerspelen 2010 in Singapore. Het onderdeel 3 meterplank jongens werd afgewerkt in het Toa Payoh Swimming Complex op 24 augustus 2010, om 20u30 plaatselijke tijd.

## Resultaten
| Plaats | Atleet                | Voorronde | Voorronde | Finale | Finale |
| Plaats | Atleet                | Punten    | Plaats    | Punten | Plaats |
| ------ | --------------------- | --------- | --------- | ------ | ------ |
| Goud   | Qiu Bo                | 643,25    | 1         | 673,50 | 1      |
| Zilver | Oleksandr Bondar      | 563,55    | 2         | 605,55 | 2      |
| Brons  | Ivan Garcia           | 505,55    | 3         | 515,70 | 3      |
| 4      | Tim Pyritz            | 467,50    | 4         | 498,30 | 4      |
| 5      | Robert Paez           | 464,50    | 5         | 483,20 | 5      |
| 6      | Il Myong Hyon         | 425,60    | 7         | 469,85 | 6      |
| 7      | Tze Liang Ooi         | 463,05    | 6         | 435,55 | 7      |
| 8      | Marc Sabourin-Germain | 407,75    | 8         | 433,05 | 8      |